# Merkur (mytologie)
Merkur, latinsky Mercurius, je římský bůh obchodu. Velký význam získal pod řeckým a etruským vlivem, přičemž byl ztotožněn s jejich bohy Hermem a Turmsem. Poté byl počítán mezi Dii Consentes – dvanáct nejdůležitějších božstev. Kromě obchodu měl i další funkce, opět zpravidla pod řeckým vlivem, zahrnující například výmluvnost, provázení duší do podsvětí, zlodějství, štěstěny, zisku, blahobytu, losů, veselí a cestování. Přejal též Hermovy atributy jako hůl caduceus, okřídlený klobouk a střevíce. S bohyní Carmentou zplodil syna Evandera, podle Ovidiových Fasti Merkur znásilnil najádu jménem Lara, kterou na Jupiterův příkaz vedl do podsvětí, a té se následně narodila dvojčata zvaná Larové, která střeží město Řím.
Merkurova jméno je odvozováno od latinského merx „zboží“. Jaan Puhvel to však považuje za lidovou etymologii a odvozuje jméno od etruského Turmse.
Merkur pravděpodobně nepatřil mezi bohy uctívané v dobách počátku Říma, jelikož neměl svého flamena. Jeho kult se objevoval od 5. století, kdy se začal významněji rozvíjet obchod, a to pod řeckým vlivem zprostředkovaným Etrusky. Později se Merkur objevuje při lectisterniu 399 př. n. l. společně s Neptunem, poté v roce 217 př. n. l. s Ceres. Velkého významu dosáhl za císaře Augusta, který se s ním srovnával.
Merkurův chrám se nacházel u Cirku Maximu mezi Palatinem a Aventinem mimo tehdejší pomerium a byl zasvěcen roku 495 př. n. l. na radu sybilských knih v době nedostatku obilí v době hospodářské krize. Společně s chrámem byla založena viri mercuriales – korporace obchodníků. Na  výročí zasvěcení a vzniku spolku obětovali 15. května obchodníci Merkurovi a jeho matce Maie, přičemž pokropili své hlavy a zboží aby smyli vinu způsobenou podvodným jednáním. Vodu přitom brali z pramene či potoka nedaleko Porty Capeny zvaného Aqua Mercurii, tedy asi dvě stě metrů od chrámu.
Kromě řeckého Herma a etruského Turmse byl ztotožňován s egyptským Anubidem a Thothem. Podle Julia Caesara byl Merkur nejuctívanějším božstvem Galů, míněn je pravděpodobně Esus či Lugus. Totéž říká Tacitus o Germánech, přičemž je pravděpodobně myšlen Wotan.

## Symbolika
Znamení boha Merkura je vyobrazeno na symbolu české celní správy, užívaném např. na identifikačním znaku.
Znamení boha Merkura je také zobrazeno na ekvádorském státním znaku (mezi komínem na přídi a kolesem uprostřed lodi).

Státní znak Ekvádoru